# Thomas Carew (Politiker, um 1527)
Thomas Carew (* 1526 oder 1527; † 12. Februar 1564) war ein englischer Politiker, der zweimal als Abgeordneter für das House of Commons gewählt wurde. 

## Herkunft und Ausbildung
Thomas Carew entstammte der Familie Carew, die Ende des 15. Jahrhunderts Antony in Cornwall erworben hatte. Er war der älteste Sohn von Sir Wymond Carew und dessen Frau Martha Denny. Auf Ratschlag seines Onkels Anthony Denny studierte Carew ab September 1548 am St John’s College in Cambridge. Bereits im August 1549 starb sein Vater, worauf Carew sein Studium abbrach und mit Ausnahmegenehmigung ab dem 10. Februar 1550 Rechtskunde am Inner Temple in London lernte. Danach kehrte er nach Cornwall zurück und übernahm die Verwaltung seines Erbes, zu dem neben Antony Ländereien bei Crediton in Devon und das Gut von Hackney in Middlesex gehörten.

## Tätigkeit als Politiker
Nach dem 5. September 1554 heiratete Carew Elizabeth Edgecombe, eine Tochter von Richard Edgecombe. Durch den Einfluss seines Schwiegervaters, der Steward von Plymouth war, wurde Carew bei der Unterhauswahl 1555 als Abgeordneter für Plymouth gewählt. Im House of Commons gehörte er nicht wie John Young, der zweite Abgeordnete von Plymouth, der Opposition unter Sir Anthony Kingston gegen die Regierung an. Bei der Unterhauswahl von 1558 kandidierte er offenbar nicht, doch Anfang 1563 wurde er als Abgeordneter für das unweit von Antony gelegene Borough Saltash gewählt. Anscheinend nahm er jedoch nicht an den Sitzungen des von Januar bis April 1563 dauernden Parlaments teil.
Carews Vater hatte beträchtliche Schulden gegenüber der Krone hinterlassen. Wohl deshalb verkaufte Carew auch wieder Hackney und den Großteil der Ländereien, die sein Vater außerhalb von Devon und Cornwall erworben hatte. Dafür erwarb er von Sir Walter Mildmay das nahe Antony gelegene Gut von Sheviock. Ab 1558 diente er als Vogt des Duchy of Cornwall für Fordington in Dorset.

## Familie und Nachkommen
Aus seiner Ehe mit Elizabeth Edgecombe hatte Carew drei Söhne und eine Tochter, darunter:
- Richard
- George

Nach seinem frühen Tod übernahmen seine Witwe und deren Bruder Peter Edgcumbe die Vormundschaft für seinen minderjährigen Erben Richard.